# 圣克拉拉大学
圣克拉拉大学（英語：Santa Clara University，縮寫SCU），又译圣塔克拉拉大学，是一所位于美国加州圣克拉拉的耶稣会私立大学，创设于1851年。是加州持续开校的大学里历史最长的。在2024年美國新聞與世界報道全美大学综合排名中位列第60名，本科教学排名第13位。

## 歷史

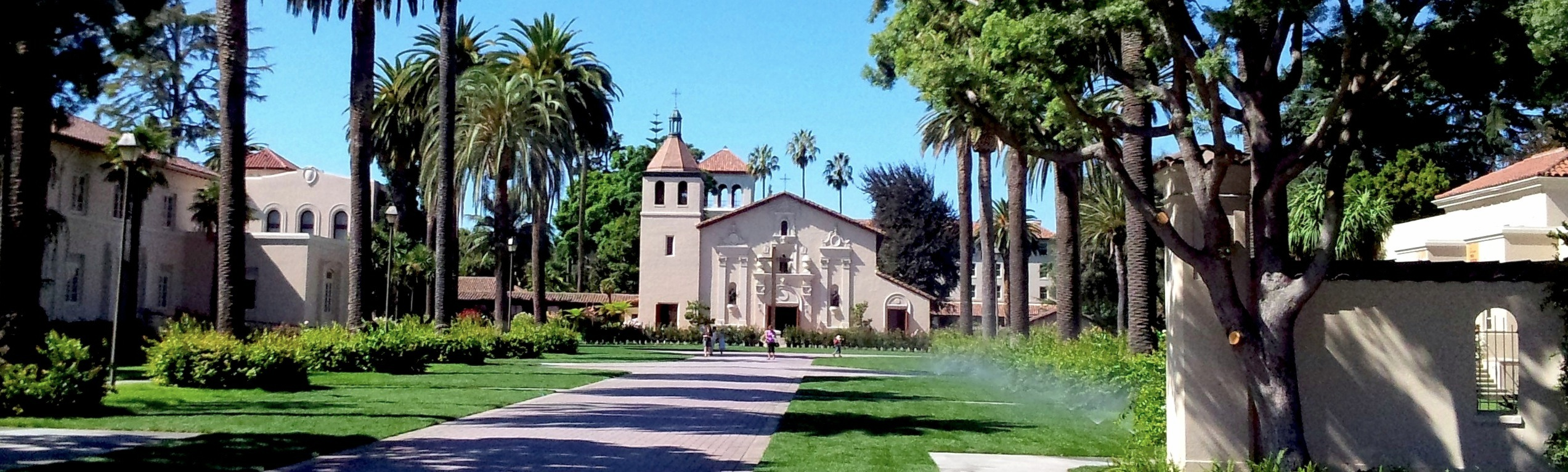
校园

大學建築繼承自一所傳道所（Mission Santa Clara de Asís），歷史可追溯至1777年。1850年代加州獲得州地位時，現在的圣克拉拉大學、即當時的圣克拉拉學院是第一所開始接受學生的學院，因此圣克拉拉大學即为該州最早成立的高等教育機構。但實際上因爲耶穌會當時缺乏申請大學憲章的2万美金，直到1855年4月28日才正式獲得學院地位，而現在的太平洋大學則是1851年稍晚一些的時候獲得憲章，按此算并不是最早。雖然如此，該大學確實是州内第一所同时頒發學士和碩士學位的大學。
1912年改名為聖塔克拉拉大學（University of Santa Clara）的同時又成立了工程學院和法學院。1923年成立商學院，1961年接受女性入學。1985年为了跟缩写相同的南加州大学有所区别而改为现名。

## 校园
目前圣克拉拉大学拥有6个学院。

### 本科学院
- 艺术与科学学院(College of Arts & Sciences)
- 利维商学院(Leavey School of Business)
- 工程学院(School of Engineering)

### 研究生学院
- 教育与咨询心理学学院(School of Education and Counseling Psychology)
- 耶稣会神学院(Jesuit School of Theology)
- 法学院(School of Law)

截至2022年秋季，圣克拉拉大学有6115名本科生和3063名研究生和专业学生，总共9178名学生。学生种族组成：40%白人，21%亚裔，18%拉丁裔，10%两个或以上种族混血，6%国际生，3%非裔，2%未知 （页面存档备份，存于） 。

## 学术与排名
該大學拥有全美顶尖的商學院和工程學院，在2024年《美國新聞與世界報道》“全美大學”综合排名中該大學列在第60位，本科教学排名第13位。 （页面存档备份，存于） 2023年，圣克拉拉大学共收到18844份申请，创下历史新高，其中第一代大学生及转学生的数量成为申请者数量中历史第二高。55%的入学的第一代大学生为有色人种，52%的入学者为女性，近15%的入学者为第一代大学生，8%的入学者为国际生，其中来自中国大陆的最多。47%的入学者属于艺术与科学学院，28%属于利维商学院，25%属于工程学院。36%的申请者提交了标化成绩，平均SAT分数为1413，平均ACT分数为32。2027届总数为1568学生的平均未加权GPA为3.73，总录取率为42%.  （页面存档备份，存于）
在2023-2024学年早申阶段，圣克拉拉大学共收到来自全球近三千所高中的总共10841份早申申请，和2022年秋季相比增长了3.5%，录取率为52%。被录取者的数据：平均未加权GPA为3.85，55%的学生来自加州以外的地区，超过500名学生为第一代，差不多8%的学生居住在美国之外，40%的学生在家中使用英语以外的语言，超过450名学生来自耶稣会高中，10人成为圣克拉拉大学首届波塞基金会（Posse Foundation）洛杉矶学者。圣克拉拉大学是第一所成为波塞基金会合作伙伴的耶稣会大学，也是加州仅有的三所大学之一，另外两所是波莫纳学院和佩珀代因大学。 （页面存档备份，存于）
圣克拉拉大学的毕业要求因人而异，但大多数学生只需完成175个学分且其中至少60个学分来自高阶（upper-division。所有高阶课程的数字编号都为100-199，有些会在课程编号最后一个数字后面加一个字母以突显某些特定高阶课程的特殊性。绝大部分本科高阶课程都是5个学分一个课程，但也有1个学分和4个学分的高阶课程），再加上完成本科核心课程和选的专业的所有要求，以及其他任何可能的大学要求(比如大学荣誉项目)方可毕业。圣克拉拉大学所有本科课程里面最高只有5个学分的课程，最低有0个学分的课程(特殊情况下会出现。如学生参与特定项目或特定课程安排等等)。有些本科低阶课程（lower-division。课程的数字编号都为1-99）是5个学分，但这些大部分都是属于自然科学相关的课程，比如化学，生物学，和物理。

### 艺术与科学学院
此乃圣克拉拉大学最大的学院，也是圣克拉拉大学成立之时唯一的学院，并提供33个专业及45个辅修专业。 （页面存档备份，存于） 此学院的学生拥有所有本科学院里最大的灵活性，只需完成175个学分且其中至少60个学分来自高阶课程并完成本科核心课程和选的专业的所有要求就能立刻毕业，无其他大学要求。 （页面存档备份，存于）
艺术与科学学院(College of Arts and Sciences)提供以下专业：人类学（可辅修），艺术史/美术史（可辅修），工作室艺术（可辅修），生物学（可辅修），化学（同时提供文学学士和理学学士学位，可辅修），生物化学，儿童研究，古典学（可辅修），传播学，经济学（可辅修），英语（可辅修），环境研究（可辅修）, 环境科学，民族研究（可辅修），历史（可辅修），个人学习计划/个人研究，数学（可辅修），计算机科学（可辅修），法语和法语圈研究（可辅修），意大利语研究（可辅修），西班牙语研究（可辅修），音乐（可辅修），神经科学，哲学（可辅修），物理学（可辅修），工程物理学，政治学（可辅修），心理学，公共卫生（可辅修），宗教研究（可辅修），社会学（可辅修），戏剧艺术，性别与性研究（英语为 Gender and Sexuality Studies(GNSX)并更名于2024年9月23日，可辅修。专业原名“女性与性别研究（Women's and Gender Studies/WGST）”）.  （页面存档备份，存于）
辅修专业包括：阿拉伯、伊斯兰、和中东研究(Arabic, Islamic, and Middle Eastern Studies[AIMES])/阿拉伯学，平面设计，动画和插图，艺术管理，亚洲研究，生物技术/生物科技，天主教研究，新闻学，数字电影制作，创意写作，专业写作，地理空间分析，亚裔美国人研究，非裔美国人研究(African American Studies)/黑人研究(Black Studies)，拉丁裔研究(Latina/o/x Studies / Latina/é/o/x Studies / Latina/o/é/x Studies)，老年学(证书)，拉丁美洲研究，医学与健康人文学，汉语和汉语圈研究(2025-26学年现代语言和文学系全新开设)，日语研究，音乐剧，前现代研究，可持续性发展学，戏剧，舞蹈，剧院设计与技术，城镇教育.   （页面存档备份，存于）
截至2025年，丹尼尔·普约斯(Daniel Press)为圣克拉拉大学艺术与科学学院之院长。他于2020年7月加入圣克拉拉大学担任此职位，此前在加州大学圣克鲁斯分校任教28年。

### 利维商学院
利维商学院(Leavey School of Business)成立于1923年并提供9个专业及9个辅修专业，但圣克拉拉大学的学生却被禁止主修超过一个隶属于商学院的专业（学生不允许同时拥有两个及以上商业理学学士学位）。但所有圣克拉拉大学的学生可以辅修超过一个隶属于商学院的专业。2023年为利维商学院以及位于肯塔基州皮帕帕塞斯（Pippa Passes）的爱丽丝劳埃德学院（Alice Lloyd College）100周年。 （页面存档备份，存于） 此学院的学生虽然相较于其他两个本科学院拥有更少的灵活性是因为除了需完成175个学分且其中至少60个学分来自高阶并满足本科核心课程和选的专业的所有要求之外还要同时完成商学院核心课程的所有要求，但利维商学院严格执行商学院核心课程里的所有课程的先决条件，让所有学生都具备相同的必备知识和技能，可以确保公平、共同的起点，并旨在提高学生成功的可能性。在注册需要先决条件的课程之前，必须成功完成或正在学习先决条件。 （页面存档备份，存于）
利维商学院提供以下专业：会计学，会计信息系统（AIS/A&IS），商业分析学（BA，可辅修），经济学（学生可以从两个经济学本科学位中选择：通过利维商学院获得的商业理学学士学位，或通过艺术与科学学院获得理学学士学位。可辅修，但此辅修之课程由艺术与科学学院提供。），金融学，管理信息系统（MIS，可辅修），管理学，营销学（可辅修），个人研究. （页面存档备份，存于）
辅修专业包括：创业学，国际商务，房地产，零售研究(下属零售管理学院[RMI])，可持续食品系统(下属可持续商业研究所[SBI]).  （页面存档备份，存于）
2025年2月19日，圣克拉拉大学利维商学院宣布推出全新的体育商业理学硕士项目。该项目旨在为学生提供在全球最具活力的行业之一取得成功所需的技能和知识。同时该创新项目融合了核心商业原则与专业的体育管理专业知识，并与旧金山巨人队、圣何塞鲨鱼队、旧金山49人队、金州勇士队、耐克等主要体育组织合作开发。
2025年5月21日，利维商学院自豪地宣布推出全新的商业分析学本科专业， 届时信息系统和分析系会发布新的课程（预计2026-27学年)。 这是圣克拉拉大学利维商学院的又一大进步。
截至2025年，艾德·格里尔(Ed Grier)为圣克拉拉大学利维商学院之院长，但他于2025年5月27日宣布其将于2025年年底退休。

### 工程学院
工程学院(School of Engineering)成立于1912年并提供8个专业及11个辅修专业，但其规模乃圣克拉拉大学本科学院中最小的。随着圣克拉拉谷从一个农业区转变为一个工业中心，该学院增加了硕士和博士课程，旨在满足该地区对专业工程师日益增长的需求。约翰和苏珊·索布拉托发现与创新大楼（John and Susan Sobrato Discovery and Innovation Building），简称索布拉托发现与创新校区（Sobrato Campus for Discovery and Innovation[SCDI]，读音为s-key-dee），于2021年秋季开放并成为圣克拉拉大学科学、工程和数学系的新址。此校区旨在支持传统 STEM 学科之间的合作，并配备最先进的实验室设施。本科生和研究生可以在这里发现、学习、实验和创新。工程学院的所有部门都在这里。 （页面存档备份，存于） 由于所有本科工程课程都要求学生完成数学、自然科学和工程学的大量课程且成功完成这些关键课程序列在很大程度上取决于每个阶段是否具备必要的技术背景。因此，所有工程课程的先决条件都严格执行。正因如此，此学院的学生们每个所需完成的毕业要求各异，学生们必须完成特定专业规定的最低学分数量，并满足本科核心课程和选的专业的要求。一门课程可能会满足工程专业学生的多项核心要求。某些专业会要求学生修满超过175但小于200个学分才能毕业，比如生物工程专业需要学生完成191个学分才能毕业。 （页面存档备份，存于）
工程学院提供以下专业：生物工程（可辅修），土木工程，计算机科学与工程（可辅修），网页设计与工程，电气工程（可辅修），电气与计算机工程（可辅修），通用工程（可辅修），机械工程（可辅修）. （页面存档备份，存于）
辅修专业包括：航空航天工程，建筑管理，医疗保健创新与设计，技术创新、设计思维、与创业定势（Technical Innovation, Design Thinking, and the Entrepreneurial Mindset，又称“创新、设计、与创业学（Innovation, Design, and Entrepreneurship）”），人工智能（此辅修于2024年秋季学季正式推出，全名“负责任的人工智能/Responsible AI” （页面存档备份，存于））. （页面存档备份，存于）
2025年6月9日，圣克拉拉大学工程学院宣布推出一项全新的跨学科人工智能理学硕士（MSAI）项目，旨在培养学生掌握前沿的人工智能技术之技能，同时强调学生的道德责任感和现实世界的应用能力。该项目将于2025年秋季迎来首批学生. 
截至2025年，肯德拉·夏普(Kendra Sharp)为圣克拉拉大学工程学院之院长。 在此之前由伊琳·斯科特(Elaine Scott)担任院长; 伊琳也是圣克拉拉大学工程学院史上首位女性院长，并于2024年卸任; 目前伊琳仍在圣克拉拉大学工程学院担任教授一职。

### 教育与咨询心理学学院
圣克拉拉大学教育与咨询心理学学院(School of Education and Counseling Psychology)成立于2001年秋季，汇集了咨询心理学和教育学的研究生课程。其历史可追溯到100多年前。自1912年教育学院成立并于1964年扩展到咨询心理学以来，圣克拉拉大学已教育和激励学生超过100年，直到现在的教育与咨询心理学学院于2001年秋季成立并提供硕士课程和其他证书课程。 （页面存档备份，存于）
2025年6月30日，圣克拉拉大学宣布将于2026年秋季推出全新的社会影响之领导力文学硕士项目。该跨学科项目由圣克拉拉大学教育与咨询心理学学院、米勒全球影响力中心、和利维商学院联合开设，首届课程的申请即将开放。社会影响之领导力文学硕士学位将满足那些寻求在社会影响力领域发展职业生涯的人的需求，包括担任社会企业家、非营利组织、慈善事业和使命驱动型企业的领导角色。

### 耶稣会神学院
圣克拉拉大学耶稣会神学院(Jesuit School of Theology)成立于1934年，旨在满足耶稣会加利福尼亚州和俄勒冈省的需求。1969年，学院迁至伯克利市并加入研究生神学联合会（Graduate Theological Union）。同年，学院更名为伯克利耶稣会神学院。当时伯克利耶稣会神学院是美国仅有的两所耶稣会经营的神学院之一。2009年7月1日，伯克利耶稣会神学院与圣克拉拉大学合并，成为圣克拉拉大学耶稣会神学院。 （页面存档备份，存于）

### 法学院
圣克拉拉大学法学院(School of Law/Santa Clara Law)成立于1911年，提供法学博士(JD)学位以及多个双学位课程，包括与圣克拉拉大学利维商学院联合提供的法学博士/工商管理硕士(JD/MBA)和法学博士/信息系统理学硕士(MSIS)。此外，该学院还提供知识产权法、外国律师美国法以及国际和比较法的法学硕士(LL.M.)学位。圣克拉拉法学院还设有高科技和知识产权法、国际法、公共利益、社会正义法等专门课程，并且是少数提供隐私法证书的法学院之一。2018年，法学院搬入查尼大厅（Charney Hall）。这是一座耗资6000万美元的新建筑，专门为法学院而建。 （页面存档备份，存于）
为了满足近1000亿美元的全国体育产业对法律服务日益增长的需求，圣克拉拉大学法学院从2024年秋季开始提供体育法证书。

## 三大中心
- 伊格纳修斯/依纳爵耶稣会教育中心（The Ignatian Center for Jesuit Education）:

作为大学三个杰出中心之一，依纳爵耶稣会教育中心致力于弘扬圣克拉拉大学独特的耶稣会和天主教教育传统，旨在为学生、教师和教职员工提供服务，并通过他们为当地和全球的更大社区提供服务。其乃 2005 年巴南耶稣会教育中心和佩德罗阿鲁佩社区学习中心合并的产物。除了保留这两个项目的功能外，该中心还增加了科尔文巴赫团结计划，该计划侧重于学生前往发展中国家进行沉浸式旅行。依纳爵耶稣会教育中心提供多个项目，包括阿鲁佩承诺（Arrupe Engagement），4个助学金（吉恩·多诺万助学金【Jean Donovan Fellowship】，依纳爵助学金【Ignatian Fellowship】，阿鲁佩助学金【Arrupe Fellowship】，以及兴旺之邻助学金【Thriving Neighbors Fellowship】），沉浸式体验【Immersions】，和兴旺之邻【Thriving Neighbors】。 （页面存档备份，存于）
- 马库拉应用伦理学中心（Markkula Center for Applied Ethics）:

马库拉应用伦理学中心的使命是让个人和组织做出尊重和关心他人的选择。自1986年以来，马库拉应用伦理学中心一直是应用伦理学领域的领导者。其通过网站上提供的资料、与组织的定制合作，以及其致力于让圣克拉拉大学的学生接受应用伦理学培训来启发人们和组织来不断增强其影响力，并为应用伦理学各个领域的研究和对话提供了一个学术论坛。该中心邀请教职员工、学生、社区成员以及中心员工和研究员参与多个重点领域的伦理讨论，包括商业、医疗保健、生物技术、品格教育、政府、全球领导力、技术和新兴伦理问题。 （页面存档备份，存于）根据此伦理中心高级研究员柯尔克·汉森（Kirk O. Hanson)的背景显示，马库拉应用伦理学中心是全球最大的大学伦理中心。
- 米勒社会创业中心 / 米勒全球影响力中心（Miller Center for Social Entrepreneurship / Miller Center for Global Impact）:

米勒社会创业中心致力于推动全球创新型创业，服务人类。该中心的战略重点是通过三个工作领域消除贫困：全球社会福利研究所、影响力资本以及教育和行动研究。在支持社会企业家方面，其成熟的模式融合了其高管导师的才能和专业知识、世界一流的项目、硅谷的企业家精神以及圣克拉拉大学的社会公正、社区参与和全球影响力的传统。  （页面存档备份，存于）
依纳爵耶稣会教育中心，马库拉应用伦理学中心，和米勒社会创业中心共同组成圣克拉拉大学的三大特色中心。 （页面存档备份，存于）

## 学生生活
圣克拉拉大学强制要求所有大一新生和大二学生住校，除非学生有充分的理由证明其可免除住宿：居住地址（可以是家庭住址，也可以是租的房子的地址）和圣克拉拉大学的距离不超过30英里，医学原因，财政困难（如果这为理由之一，则学生在填写免除住宿申请表时需额外填写一份财政困难表格证明），等等。圣克拉拉大学提供10个风格各异的本科住宿地点选择，包括8个居住式学习社区（Alpha【Graham Hall】，Magis【Campisi and Sanfilippo Halls】，Cura【Finn Hall，圣克拉拉大学目前最新建的宿舍】，Cyphi【Swig Hall, 圣克拉拉大学最大的建筑，11层】，da Vinci【Casa Italiana】，Loyola【Sobrato Hall】，Modern Perspectives【Dunne Hall】，以及 Unity【McLaughlin-Walsh Hall】），不属于学习社区的Nobili Hall，以及大学别墅【University Villas】。研究生和法学院学生亦有他们专属的住宿选择，有Bellarmine Hall，Park Avenue 公寓，St.Clare Hall，以及大学广场【University Square】。大三及以上的学生可以选择住在大学别墅或在外租房，也可以选择继续住在学习社区或Nobili Hall，但大一和大二的学生们需要他们的免除住宿申请表得到住房部门批准方可在校外生活，大学别墅仅限大三及以上的本科学生。 （页面存档备份，存于）
圣克拉拉大学致力于建造一个多元化的社区，拥有超200个注册学生组织（RSO），学术俱乐部，和同伴教育者（Peer educators）。注册学生组织即学生俱乐部，包括学术俱乐部。圣克拉拉大学有超过170个注册学生组织并分为10种俱乐部，从学术，专业相关，到特殊兴趣型。由于圣克拉拉大学拥有大量的统称为“希腊式生活”（Greek life）的兄弟会（Fraternities）和姐妹会（Sororities），又被统称为“希腊字母组织”，所以圣克拉拉大学拥有较为强烈的派对气息，尤其是在Swig Hall，因为Swig 一直都是以大一新生为主的宿舍且圣克拉拉大学拥有大量白人学生。部分希腊字母组织属于注册学生组织里的一部分，另一部分则不是。大部分兄弟会和姐妹会，尤其是不属于注册学生组织的，成员以白人居多，也有一些以拉丁裔学生为主的兄弟会和姐妹会，比如Sigma Omega Nu  （页面存档备份，存于）。每年到冬季和春季学季的时期，圣克拉拉大学大部分的文化俱乐部（全部属于RSO）都会开展一年一度的文化表演，包括一些如 Ballet Folklórico de SCU（圣克拉拉墨西哥民俗舞团） （页面存档备份，存于）的表演艺术型俱乐部也会开展专属文化表演。2024年5月5日五月五日节这天为圣克拉拉墨西哥民俗舞团历史上第一次文化表演。在此之前圣克拉拉墨西哥民俗舞团一直为拉丁裔学生会进行文化表演。
除了注册学生组织之外，圣克拉拉大学还拥有9个特许学生组织，以学生政府（ASG），活动规划委员会（APB），和多元文化中心（MCC）为代表。 （页面存档备份，存于） 所有文化俱乐部，包括特殊组织如联合姐妹会（Hermanas Unidas，专门为拉丁裔女学生服务的文化组织），有色人种女士团结会（TLC），无证学生和盟友协会（USAA），和有色人种酷儿协会（QPOCA）在内都属于多元文化中心管理。 （页面存档备份，存于）
每年的4月份，圣克拉拉大学都会迎来一年一度的捐赠日（Day of Giving）。捐赠日每次持续一天24小时，期间圣克拉拉大学的所有学生和教职员工都可以报名成为捐赠日大使来帮助圣克拉拉大学筹款。一旦报名，报名者在Gmail经过邮箱验证后就会立刻成为某年的捐赠日大使。成功筹到一定捐款数的捐赠日大使将会进入大使排行榜。排行榜会显示大使们每个筹到了多少份捐赠礼物和筹到的金额数。圣克拉拉大学于2024年4月10号的2024捐赠日结束这天总共筹得7376426美元，等于6464份礼物，并创下历史最高记录。 （页面存档备份，存于）

### 学生政府
圣克拉拉大学学生政府是本科生的代表机构，负责解决他们的需求、兴趣和顾虑。ASG 由行政内阁、学生会、司法部门、社区发展委员会和公共关系委员会组成。学生会会议每周四晚上举行，所有学生均可参加。行政内阁成员包括学生主体之主席和副主席，参议院主席，社区发展副总裁，公共关系副总裁，财务副总裁，首席学生大法官，和参谋长。公共关系分支成员包括公关副总裁，Bronco野马新闻制作人，营销主席，网页开发主席，现场媒体主席，两位Bronco野马新闻编辑助理，和社交媒体主席。社区发展分支成员包括通信开发副总裁，城市和校外社区关系主席，学术主席，校园参与主席，学生安全会长，健康会长，公民参与主席，和两位大一新生主席。财务分支成员包括财务副总裁，财务助理副总裁，财务资源联络者，和财务办公室经理。参议院分支成员包括参议院主席，两位大四参议员，四位大三参议员，四位大二参议员，五位大一参议员，希腊生活关系参议员，学生安全参议员，多元化与包容性参议员，社会经济正义与文化可持续性参议员，国际生+通勤生+转学生参议员，LGBTQ+ 关系参议员，可持续发展参议员，健康与保健参议员，体育关系参议员，临时议长（Pro Tempore），和议会议员（Parliamentarian）。司法部门成员包括首席大法官，四位副法官，和法院书记员。 （页面存档备份，存于）

### 活动规划委员会
圣克拉拉大学活动规划委员会为校园社区提供动态规划。APB 举办音乐会、喜剧表演、嘉年华、电影之夜、手工艺活动等活动，是圣克拉拉大学最好的学生组织，并拥有一支出色的学生活动管理团队与大学合作以为全体学生提供校内和校外有趣和令人兴奋的活动。过去的表演包括 Macklemore、LMFAO、Walk the Moon、Chance the Rapper、Jimmy Eat World、Maroon 5、The Roots、Sum 41、Mos Def、Lupe Fiasco、Tyga 和 Gym Class Heroes。

### 多元文化中心
圣克拉拉大学多元文化中心是校园社区的多元文化规划机构和种族和民族倡导机构，并由Igwebuike（黑人学生会），MEChA-El Frente（现为拉丁裔学生会），Ka Mana'o O Hawai'i（夏威夷俱乐部），亚太岛民学生会 (APSU)，中国学生会（CSA），和Barkada（菲律宾俱乐部）成立于1985年在Graham Hall的地下室。后经过这6个曾被边缘化的学生组织的努力，MCC终于搬到现在的位于大学主食堂本森纪念中心（Benson Memorial Center）旁边的莎佩尔休息室（Shapell Lounge）为总部。目前多元文化中心旗下拥有16个学生文化组织，除了上述的6个之外还包括非洲学生协会 (ASA)，联合姐妹会（Hermanas Unidas，以拉丁裔女学生为主），南亚学生会（Intandesh），日本学生协会（JSA），韩国学生协会（KSA），中东和北非俱乐部 (MENA)，越南学生协会（VSA），有色人种女士团结会 (TLC)，无证学生和盟友协会（USAA），和有色人种酷儿协会（QPOCA）。整个圣克拉拉社区都可以加入这些学生组织。 （页面存档备份，存于）

### 领导力，卓越，和学术发展（LEAD）学者项目
LEAD学者项目于2003年在圣克拉拉大学成立，旨在支持第一代大学生的学业成功，社区参与，和职业探索。该项目形成了一个由本科生、教职员工和教师组成的社区，致力于严谨的学术成就、学生领导力和社区参与。该项目面向大一学生和转学生开放，旨在为他们整个大学生活提供支持。未在首次入学的第一个学季加入LEAD的大一学生和转学生可以在第一个学季或第二个学季结束之前申请加入LEAD，加入成功后会变为2级LEAD学者。大多数LEAD学者以新生身份加入并参加LEAD周活动。该周在秋季学期开始前一周举行。一年级学生同时参加 ENGL 1A 和 2A 这两门圣克拉拉大学核心英语课程，以及两个LEAD研讨会课程，重点是优化向大学的过渡。转校生和2级LEAD学者将参加高阶研讨会，重点关注转校生和2级LEAD学者的机遇和挑战。LEAD还要求学生参加职业探索课程，以帮助他们为毕业后的生活做好准备。直接就读于圣克拉拉大学的大一学生在大二或大三学习此课程（完成最少44个学分的大一学生也可以在大一期间学习职业课程），转学生在大三或大四学习此课程。除此之外，LEAD学者也能参加LEAD理事会（一个学生领导小组）以及一系列社交和学术活动，例如校友联谊、社区建设活动以及面向家庭和K-12学生的外展活动。 （页面存档备份，存于） 大多数LEAD学者为拉丁裔，之后为亚裔和白人。目前LEAD学者项目的主任是Erin Kimura-Walsh，日本裔高等教育博士，也是LEAD的创始人之一。 （页面存档备份，存于）

### 大学荣誉项目（University Honors Program【UHP】）
圣克拉拉大学荣誉项目提供小型研讨会式课程，强调批判性思维、严谨的分析能力、有效的表达能力以及教授和学生之间的互动。荣誉课程旨在适应人文、自然科学和社会科学、商业、和工程学课程，鼓励和促进智力冒险和终身学习，为大学社区及其他地区培养具有全球意识和积极参与的学生领袖。荣誉教育体验在大四时以一篇专注、有意义且具有协作精神的论文结束。荣誉学生可以主修圣克拉拉大学提供的任何本科专业并欢迎来自不同地理、种族和宗教背景的学生。  （页面存档备份，存于）
成为大学荣誉项目的一员将带来诸多好处：1. 荣誉学生在Workday注册系统（圣克拉拉大学使用的用来进行课程注册，个人资料更改，付学费，以及申请校内工作的软件）上享有优先注册（LEAD学者，利维学者[Leavey Scholars]，运动员等群体也同时享有优先注册）。这意味着UHP学生们可以比其他学生早几天注册课程以定制自己的时间表，以鼓励有意识的学习并取得最大的学术成果。2. 超载：成绩优异（累积GPA 3.3 或以上）的荣誉学生（任何非荣誉学生也可以，只要累积GPA≥3.3）可在第三个注册期期间注册最多25个学分，无需事先获得Drahmann中心（圣克拉拉大学的本科生学术咨询中心，与指定的教师顾问合作提供学术支持） （页面存档备份，存于） 的书面批准。3. 小班授课：荣誉班的学生人数通常限制在 17 人，以实现研讨会形式和学习者主导的形式。4. 指定宿舍：UHP学生住在四个宿舍/住宿学习社区 (RLC)：Casa Italiana/da Vinci；Graham/Alpha；Dunne/Modern Perspectives 和 McLaughlin-Walsh/Unity。5. 社区活动：UHP在学年期间举办各种聚会，以社交和教育为目的将社区聚集在一起。荣誉顾问委员会 (HAC) 是一个由同龄学生管理的学生团体，每季度为荣誉计划组织活动和演讲者。6. 毕业论文：UHP的终极体验是高级论文，学生在圣克拉拉的最后一年完成。该项目旨在通过与一位或多位教师导师密切合作进行深入研究来吸引学生。7. 特殊奖学金和助学金：荣誉学生有资格申请几项UHP独有的奖学金：牛津奖学金（曼斯菲尔德学院）【Oxford Scholarship (Mansfield College)】；奥斯伯格助学金（Osberg Fellowship）；海斯助学金（Hayes Fellowship）。此外，许多荣誉学生还申请教务长奖学金（Provost Scholarship）。 （页面存档备份，存于）
除了上述的好处之外，荣誉学生还可以申请詹森学者项目（The Johnson Scholars Program【JSP】）来成为詹森学者。詹森学者项目为才华横溢、成绩优异的学生提供了绝佳的机会，帮助他们培养领导能力、知识和奉献精神，帮助建设更美好的世界。该项目是严格的荣誉级本科教育不可或缺的一部分，但加入一个独特的学者团体既有特权，也有挑战。被选为詹森学者的学生将获得一项奖学金，该奖学金涵盖学年期间的全额学费，每年可续期一次，最长可达四年。此外，大学致力于完全满足每位约翰逊学者的财务需求。填写所需的经济援助表格（FAFSA和CSS PROFILE）后，学生可能有资格获得额外的就读费用，例如标准食宿费以及书籍和其他常规费用。暑期学费和课程费用不包括在内。在申请圣克拉拉大学新生入学时表现出最高水平的学术能力、积极性和领导潜力的学生将被考虑获得这一享有盛誉的奖项。此外，詹森学者在圣克拉拉完成第一年的学习后，有资格申请最高10,000美元的专业发展基金。这些基金为学者提供机会设计和完成他们自己创作的项目，以最好地支持他们作为领导者和学者的发展，带来不一样的体验。这些体验可能包括实习、独立研究和文化沉浸旅行。詹森学者必须参加UHP，并在圣克拉拉大学本科学习期间保持 3.5 的累积平均绩点。每年，学者还必须填写 FAFSA，积极参与詹森学者计划和活动，并写信给计划赞助商，描述和反思他们在圣克拉拉大学的经历以及作为领导者的发展。 （页面存档备份，存于）
由于詹森学者也是UHP的一员，所以非荣誉学生须申请荣誉计划才能获得詹森学者资格。被圣克拉拉大学录取后，非荣誉学生将被要求申请UHP。完成荣誉计划申请后，您将有机会提交詹森学者项目视频申请。申请审核完成后，被选为JSP决赛入围者的人将被邀请参加线上选拔日以从决赛入围者中，选出5名詹森学者。被选中成为詹森学者之后的学生将在之后不久就会收到通知。圣克拉拉大学的詹森学者具有这些典型特征：1. 领导力和坚韧精神的体现。2. 具有优异的学业成绩。3. 非加权累积GPA为 3.8 或更高。4. 高中生涯的服务记录。5. SAT成绩为1450分或以上（如已提交）。 （页面存档备份，存于）

## 外部連結
- 官方网站